# Charles Thoinnet de La Turmelière
Charles Célestin Joseph Thoinnet de La Turmelière, né le 26 octobre 1823 à Ancenis (Loire-inférieure) et mort le 26 mai 1887 à Paris, est un homme politique français.

## Biographie
Charles Célestin Joseph Thoinnet de la Turmelière est le fils de Jean Joseph Thoinnet de La Turmelière (1789-1853), officier, maire d'Ancenis (1845-1851) et conseiller général, et de Célestine Hélène Balette de Panassac.
Licencié en droit, il entre dans l'administration du ministère de l'Intérieur. Il est conseiller de préfecture à Nantes de 1848 à 1857. 
Il quitte l'administration pour se présenter comme candidat officiel aux législatives. Sous le Second Empire, il est député de la Loire-Inférieure de 1857 à 1870, soutenant le régime. Il est chambellan honoraire de l'Empereur en 1860. 
Il est maire de Liré (1859-1870) et conseiller général du canton de Nozay (1861-1871). Il est de nouveau député de 1876 à 1887, siégeant au groupe de l'Appel au peuple. Il est conseiller général du canton d'Ancenis de 1871 à 1887. 
Il épouse en 1860, Adèle Velpeau, fille unique du célèbre chirurgien Alfred Velpeau. Cette union augmente considérablement la fortune de Charles Thoinnet de la Turmelière. Alliés à la grande bourgeoisie de la région, fréquentant la noblesse des environs, ayant de hautes relations dans le monde politique et financier de la capitale, le comte et la comtesse Thoinnet habitent l'hiver leur hôtel particulier de la rue de Varenne à Paris, l'été leur château de Liré où ils mènent grand train de vie.

## Sources
- « Charles Thoinnet de La Turmelière », dans Adolphe Robert et Gaston Cougny, Dictionnaire des parlementaires français, Edgar Bourloton, 1889-1891 [détail de l’édition]
- Émilien Maillard, Nantes et le département au XIXe siècle : littérateurs, savants, musiciens, & hommes distingués, 1891.